# Saison 2 de Cloak and Dagger
Chronologie
Saison 1
Cet article présente les dix épisodes de la seconde saison de la série télévisée américaine Cloak and Dagger.

## Synopsis
À La Nouvelle-Orléans, deux adolescents originaires de milieux différents semblent liés par des super-pouvoirs acquis lors de la mystérieuse explosion d'une plateforme pétrolière de la Roxxon Corporation.

## Distribution

### Acteurs principaux
- Olivia Holt (VF : Kelly Marot) : Tandy Bowen / « l'Épée »
- Aubrey Joseph (VF : Alexis Gilot) : Tyrone Johnson / « la Cape »
- Gloria Reuben (VF : Brigitte Berges) : Adina Johnson
- Andrea Roth (VF : Rafaèle Moutier) : Melissa Bowen
- J. D. Evermore (VF : Jérémie Covillault) : inspecteur James Connors
- Miles Mussenden (en) (VF : Thierry Desroses) : Otis Johnson
- Carl Lundstedt (VF : Jimmy Redler) : Liam Walsh
- Emma Lahana (VF : Olivia Luccioni) : inspectrice Brigid O'Reilly / Mayhem
- Jaime Zevallos (en) (VF : Benjamin Penamaria) : père Francis Delgado

### Acteurs récurrents
- Dilshad Vadsaria (VF : Caroline Victoria) : Avandalia « Lia » Dewan
- Brooklyn McLinn : Andre Deschaine / D'Spayre (en)
- Cecilia Leal : Mikayla Bell
- Joshua J. Williams : Solomon
- T.C. Matherne : Jeremy
- John Fertitta : Sénateur Asa Henderson
- Theodus Crane : Bo
- Bianca Santos : Del
- Justin Sams : Baron Samedi

## Liste des épisodes

### Épisode 1:L'exception et la règle
- États-Unis : 4 avril 2019 sur Freeform
- France : 5 avril 2019 sur Prime Video

- Noëlle Renée Bercy : Evita Fusilier

### Épisode 2:L'ennemi dans le miroir
- États-Unis : 4 avril 2019 sur Freeform
- France : 5 avril 2019 sur Prime Video

- Cecilia Leal : Mikayla

### Épisode 3:La part d'ombre
- États-Unis : 11 avril 2019 sur Freeform
- France : 12 avril 2019 sur Prime Video

- Joshua J. Williams : Solomon

### Épisode 4:De l'autre côté
- États-Unis : 18 avril 2019 sur Freeform
- France : 19 avril 2019 sur Prime Video

Amanda Row	
- Andy Dylan : Nathan Bowen

### Épisode 5:Un port dans la tempête
- États-Unis : 25 avril 2019 sur Freeform
- France : 26 avril 2019 sur Prime Video

- Brooklyn McLinn : Andre Deschaine

### Épisode 6:Faces B
- États-Unis : 2 mai 2019 sur Freeform
- France : 3 mai 2019 sur Prime Video

- Angela Davis : Auntie Chantelle

### Épisode 7:La forteresse
- États-Unis : 9 mai 2019 sur Freeform
- France : 9 mai 2019 sur Prime Video

- Brooklyn McLinn : Andre Deschaine

### Épisode 8:Partie à deux joueurs
- États-Unis : 16 mai 2019 sur Freeform
- France : 17 mai 2019 sur Prime Video

- Lane Miller : Officer Fuchs

### Épisode 9:La note bleue
- États-Unis : 23 mai 2019 sur Freeform
- France : 24 mai 2019 sur Prime Video

- Lane Miller : Officer Fuchs

### Épisode 10:Le dernier affront
- États-Unis : 30 mai 2019 sur Freeform
- France : 31 mai 2019 sur Prime Video

- Lane Miller : Officer Fuchs